# Киплагат, Бенджамин
Бенджамин Киплагат (англ. Benjamin Kiplagat; 4 марта 1989, Буква, Восточная область — 30 декабря 2023, Элдорет) — угандийский легкоатлет, который специализировался в беге на 3000 метров с препятствиями. Серебряный призёр чемпионата мира среди юниоров 2008 года с результатом 8.19,24. Занял 9-е место на Олимпиаде 2008 года. На Олимпиаде в Лондоне вышел в финал, однако в финальном забеге был дисквалифицирован.
Установил национальный рекорд — 8.03,81.
Найден мёртвым в своей машине с ножевыми ранениями 31 декабря 2023 года. Позже были задержаны двое подозреваемых в убийстве, у одного было при себе предполагаемое орудие убийства.